# Héctor Sáez Benito
Héctor Sáez Benito (Caudete, 6 de noviembre de 1993) es un ciclista español.

## Trayectoria
El 7 de agosto de 2019 consiguió su primera victoria como profesional. Se adjudicó la 6.ª etapa de la Vuelta a Portugal, tras ser el mejor de una fuga de once corredores. Al año siguiente regresó al Caja Rural-Seguros RGA, equipo en el que empezó su carrera.

## Palmarés
2019
- 1 etapa de la Vuelta a Portugal

## Resultados en Grandes Vueltas
Durante su carrera deportiva consiguió los siguientes puestos en las Grandes Vueltas. 
| Carrera | Carrera         | 2015 | 2016 | 2017 | 2018 | 2019 | 2020 | 2021 | 2022 |
| ------- | --------------- | ---- | ---- | ---- | ---- | ---- | ---- | ---- | ---- |
|         | Giro de Italia  | —    | —    | —    | —    | —    | —    | —    | —    |
|         | Tour de Francia | —    | —    | —    | —    | —    | —    | —    | —    |
|         | Vuelta a España | —    | —    | 76.º | 85.º | 82.º | Ab.  | —    | —    |

—: no participa

Ab.: abandono